# Raoiellana allium
Raoiellana allium är en spindeldjursart som beskrevs av Baker och James P. Tuttle 1972. Raoiellana allium ingår i släktet Raoiellana och familjen Tenuipalpidae. Inga underarter finns listade i Catalogue of Life.